# Valle Hermoso (Córdoba)
Valle Hermoso es una localidad situada en el departamento Punilla, provincia de Córdoba, Argentina.
Se encuentra situada a 75 km de la Ciudad de Córdoba por la RN 38.
La principal actividad económica es el turismo, debido a sus balnearios y ríos de aguas cristalinas, que atraen a los turistas. Se encuentra unida ediliciamente a las localidades de La Falda y Huerta Grande, con las que forma un solo aglomerado urbano: La Falda - Huerta Grande - Valle Hermoso.
La fiesta patronal es el 13 de junio, día de San Antonio.

## Historia

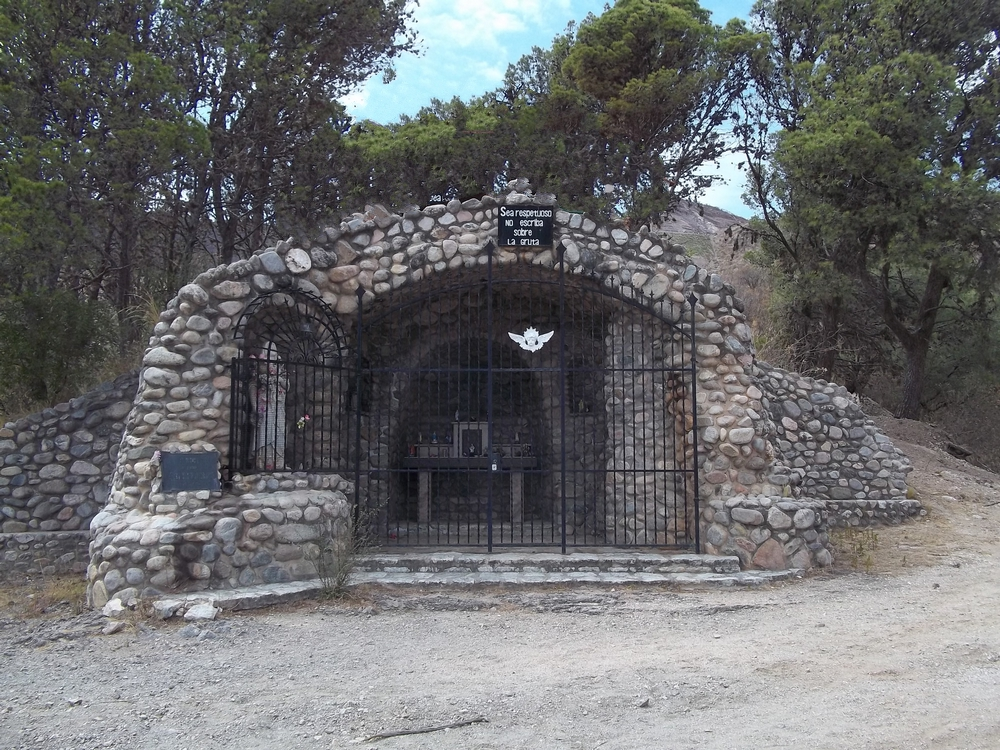
La gruta de Santa Teresa fue construida por el empresario José Ferrarini, en homenaje a su esposa, Teresa Morini.

La historia en Valle Hermoso se remonta a la época de la conquista española, cuando alrededor del año 1573 el capitán Hernán Mejía de Mirabal realizó una de las primeras expediciones al hoy denominado Valle de Punilla. 
Por esas épocas, las tierras de la actual población fueron adjudicadas al capitán Tristán de Tejeda.
La merced fue heredada por don Francisco Roque de Zevallos de su mujer Rosa Manuela Garay, quien lo había desposado en segundas nupcias. Al fallecer la primera, éste desposará a la castellana Margarita Ferreyra Abad, de quien tuvo a Juan Antonio de Zevallos y otros hijos. Es Francisco de Zevallos quien en 1714 construye y se instala con Margarita, dando inicio a la Estancia San Antonio. Muere en 1762 y la hereda Juan de Zevallos quién da gran impulso a la producción agrícola ganadera y minera también de la región, hasta su muerte en 1805. 

### La capilla de San Antonio

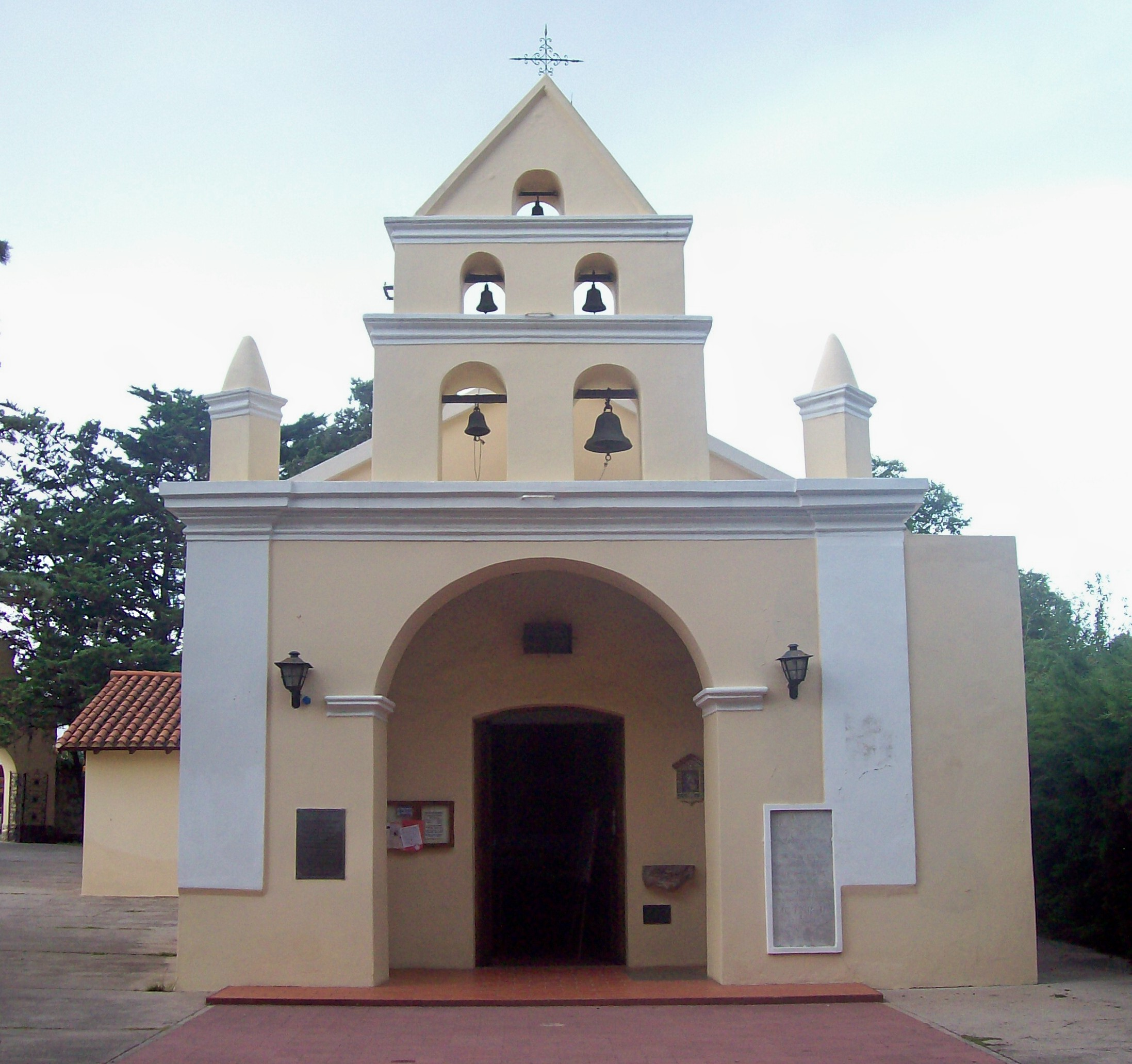
Capilla de San Antonio

Cuando en 1802, el capitán Juan Antonio de Zevallos, casado en primeras nupcias con Mariana de Quinteros, quienes no tuvieron descendencia, redacta su testamento, afirmaba: 

Si muriese en mi hacienda de campo, estancia de San Antonio de la Punilla, que sea enterrado en la capilla del señor San Antonio, que acabo de construir a mis expensas.

Como ese testamento estaba fechado en 1802 y fue inscripto en 1805, resultaría que la capilla de San Antonio fue fundada entre ambas fechas. Como la muerte de Juan de Zevallos acaecerá en 1805, pone a los albaceas en la necesidad de organizar una Capellanía Lega, según testamento. 
Es probable que la Estancia de San Antonio haya soportado las fuertes contribuciones de guerra, que el gobierno patrio impuso para asegurar la manutención del Ejército del Norte. Por eso, en 1822, la viuda Mariana de Quinteros, como no podía atender la subsistencia de la Capellanía Lega, hizo entrega al rector del Seminario de Loreto de los bienes mermados de dicha capellanía. 
Luego se produjo un pleito por algunas deudas existentes y liquidadas convenientemente por el rector del Seminario de Loreto, José Alejo de Alberro. Posteriormente, aunque se le redujeron las cargas impositivas, la capellanía apenas subsistía. La capilla estaba en ruinas y hasta se habían llevado los vasos sagrados, cuadros y el Cristo a la capilla de Olaen para salvarlos del deterioro.
En 1841, la estancia de San Antonio fue adquirida por el belga Luis Roelandz, con todo lo plantado y edificado en ella, incluyendo la obligación de pagar un principal de $ 1000 más intereses del 5 % anuales al Monasterio de Santa Catalina, y unas misas a favor de Juan de Zevallos.

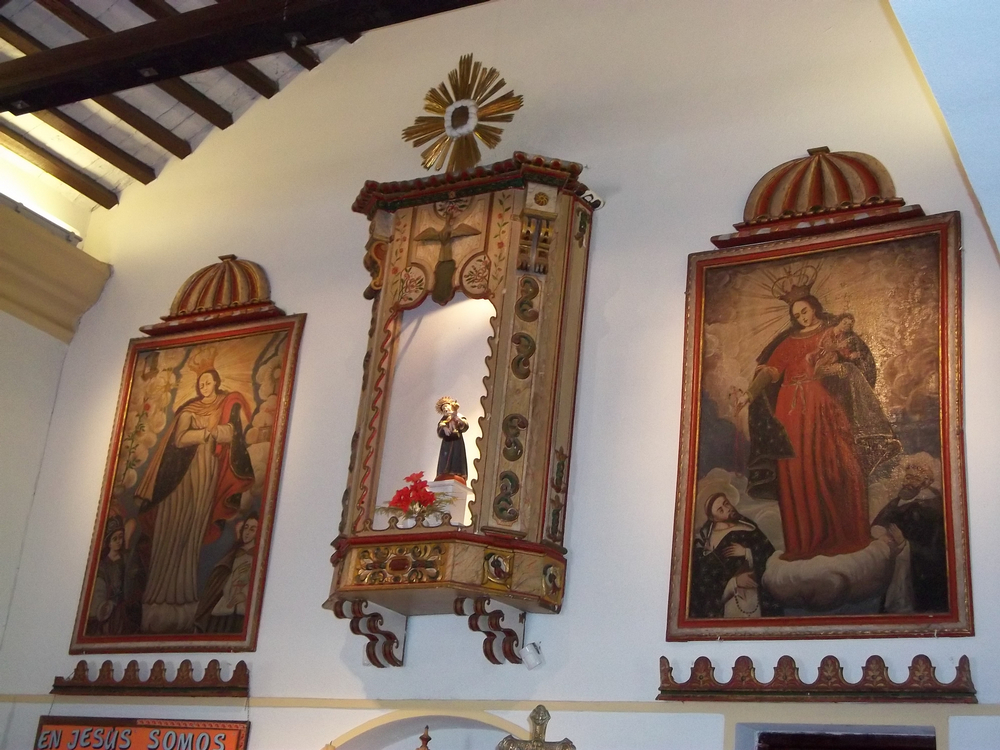
Dos imágenes de la escuela cuzqueña, la Asunción de la Virgen María y la Virgen del Rosario, en el interior de la capilla.

Como es de suponerse, Roelandz no pudo cumplir con esos compromisos, y nuevamente la capilla vuelve a verse envuelta en pleitos y querellas. Por fin, frente a la desaparición de sus dueños, el monasterio no tiene otro remedio que el de hacerse cargo de la capilla en julio de 1845, aunque por poco tiempo. 
En 1848, el monasterio vende a José Alcain la estancia de San Antonio, en el Curato de la Punilla. El nuevo dueño lleva un nuevo impulso a la zona, porque restaura la capilla y casa habitación a su vera, y se preocupa de asegurar el cumplimiento de las tradicionales funciones para la festividad del santo patrono. La estancia y el valle, trabajados por los Alcain, comenzaron a progresar. La explotación de la piedra calcárea y de los bosques vecinos, así como de las vaquerías daban trabajo y sustento a un centenar de personas. 
La epidemia de cólera que llegó a Córdoba en 1867, aumenta la población del valle de la Punilla por el éxodo de los habitantes de la ciudad, comenzándose a vender tierras a pequeños propietarios. José Alcain fallece, y sus herederos venden y revenden sus derechos sobre la estancia.
En 1883, José María Juárez, apoderado de su padre Blas Juárez, vende a Juan B. Pérez y a Agustín Ayala, sus derechos a la mitad de la estancia de San Antonio. La otra mitad es propiedad de Agustín Gordon Alcain, quien completará su posesión adquiriendo los terrenos a quienes los ocupaban sin títulos suficientes en 1891. 
Como los trabajos de la línea férrea que uniría Córdoba con Cruz del Eje estaban adelantados, de la estancia de San Antonio sale gran parte de la leña que han de consumir las primeras locomotoras. La Estancia de San Antonio se convierte en el km 73.  La sociedad Pérez-Ayala se separa, quedándose Juan B. Pérez con las tierras de la estancia, continuando con la explotación de la piedra calcárea y el mármol, junto al furioso desmonte de bosques que se venía produciendo; además, este realizó una refacción de la capilla.

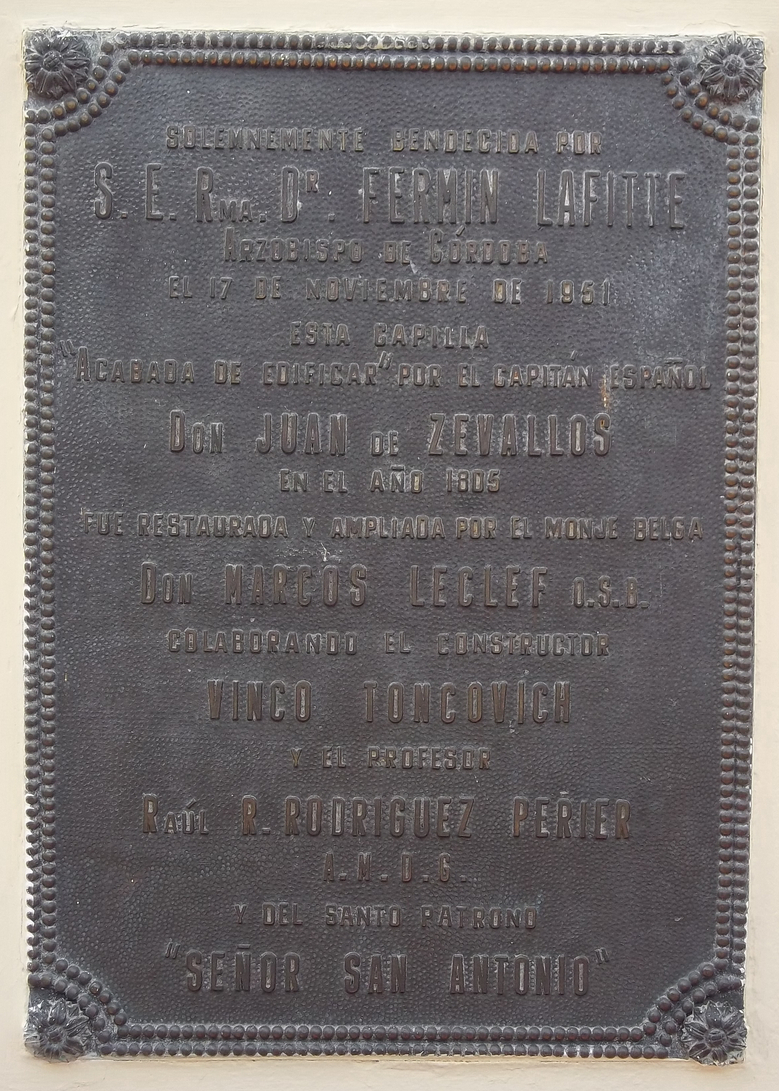
Placa conmemorativa de la restauración de la capilla de San Antonio, en Valle Hermoso, Punilla.

Apremiado por las deudas, Pérez comienza a vender las tierras. La primera venta en 1920, al R.P. Juan B. Gherra, de la Obra de Don Bosco, 73 áreas, 21 centiáreas. En 1921, vende a Antonio Marcuzzi dos fracciones, una de 15 000 y otra de 3375 metros cuadrados. Al año siguiente, vende a la razón social Marcuzzi y Figueroa, dos lotes, uno de 20 000 y 8500 metros cuadrados; y otra a Antonio Marcuzzi, 50 000 metros cuadrados.
Se enajenaron en sucesivas ventas 120 085 metros cuadrados, hasta 1923, cuando Juan B. Pérez hipoteca al Banco de Córdoba su estancia de San Antonio, un total de 739 ha, sin deducir lo ya vendido en esos años. La hipoteca no fue cubierta, y el Banco de Córdoba cede su crédito hipotecario al Banco Alemán Transatlántico, quien a su vencimiento trabó embargo, procediendo al remate de los bienes inmuebles. No habiendo postores, se efectúa la venta a la firma Marcuzzi y Figueroa.
La capilla de San Antonio fue objeto de diversas hipotecas, antes de convertirse en bien público. El 23 de noviembre de 1946, llegó a Valle Hermoso el R.P. Marcos Leclef, de la Orden de San Benito, sacerdote belga, que reabrió la capilla de San Antonio, luego de que sus propietarios de entonces, Eusebio A. Castillo y Cecilia Ayala de Castillo le entregaran las llaves y exigieran la recepción de los muebles bajo inventario, restableciendo el culto de manera permanente. 
Recién en 1951, luego de denodada lucha, la vieja capilla pasará a manos de la Curia Eclesiástica de Córdoba. La restauración subsiguiente encontró en el R.P. Leclef su más decidido impulsor. Hubo numerosas donaciones desde Buenos Aires, Rosario, La Plata; lo recolectado entre la colonia belga-argentina; el Bono Ladrillos de valor mínimo; y donantes particulares como: José Ferrarini; la familia Steverlynck, de Luján, Buenos Aires; las familias de De Ridder, Pedro Figueroa, Albert Tritsmans, Gilbert Crespín, D. J. Ch. Pagliano, todos de Capital Federal; la de Bruno Eichhorn y Walter Eichhorn, de La Falda, y muchos más.

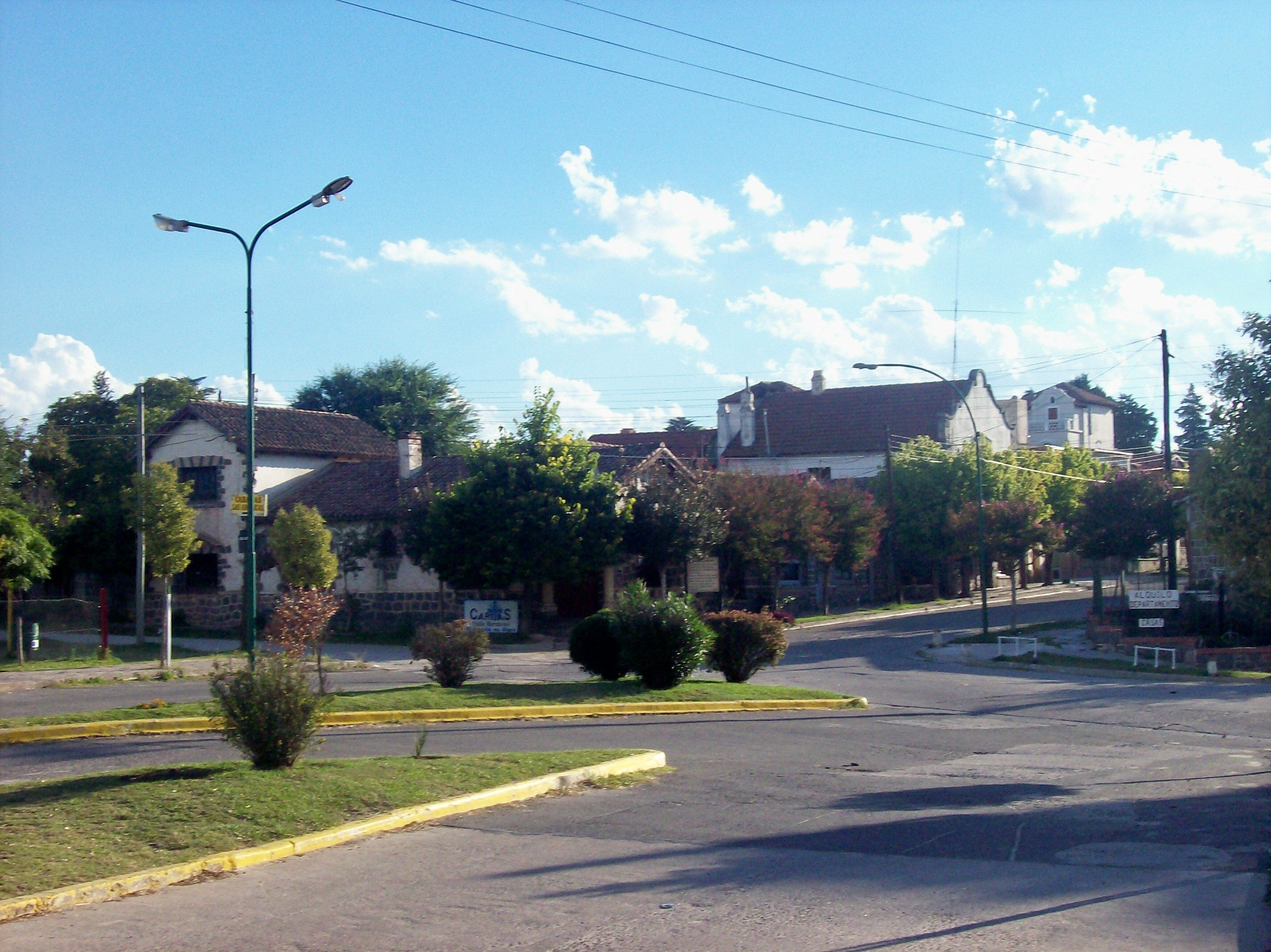
Entrada al barrio de San Antonio

### Posterior urbanización
Luego de sucesivos traspaso de manos, la tierra quedó totalmente en poder de Antonio Marcuzzi, quien en 1921 denominó el lugar con el nombre actual (Valle Hermoso), dando un impulso progresista a la villa serrana.
Entre 1929 y 1930 Pedro Figueroa creó el barrio San Antonio, que fue delineado por el ingeniero Benito Carrasco. Fue destinado a centro comercial y el estilo arquitectónico del mismo es galaico romano, como en el noroeste de España, lugar de origen del fundador Zevallos.
En los años '30, el empresario italiano José Ferrarini compró a Antonio Marcuzzi más de 500.000 metros cuadrados de terrenos, los que luego loteó divididos en dos barrios, Villa Santa Teresa y Las Vaquerías, a la par que habiendo comprado el antiguo Hotel Monte Olivo, lo hizo refaccionar y acondicionar para transformarlo en el moderno Castillo Monte Olivo, luego Castillo Hotel. La urbanización contó desde el principio, por voluntad de Ferrarini, con una red de cañerías cloacales, teléfono, luz eléctrica y un sistema de agua corriente traída desde unos 7 a 8 (siete a ocho) kilómetros de distancia, provista por un sistema de entubamiento de aguas de vertiente almacenadas en diques ubicados entre Huerta Grande y Thea (Villa Giardino).

## Geografía

### Población
Cuenta con 7255 habitantes (Indec, 2022), lo que representa un incremento del 13,8% frente a los 6252 habitantes (Indec, 2010) del censo anterior. Forma parte del aglomerado urbano denominado La Falda - Huerta Grande - Valle Hermoso que cuenta con una población total de 42 186 habitantes (Indec, 2022).
| Gráfica de evolución demográfica de Valle Hermoso entre 1980 y 2021 |
|                                                                     |
| Fuente: Censos nacionales del INDEC                                 |

### Sismicidad
La región posee sismicidad media; y sus últimas expresiones se produjeron

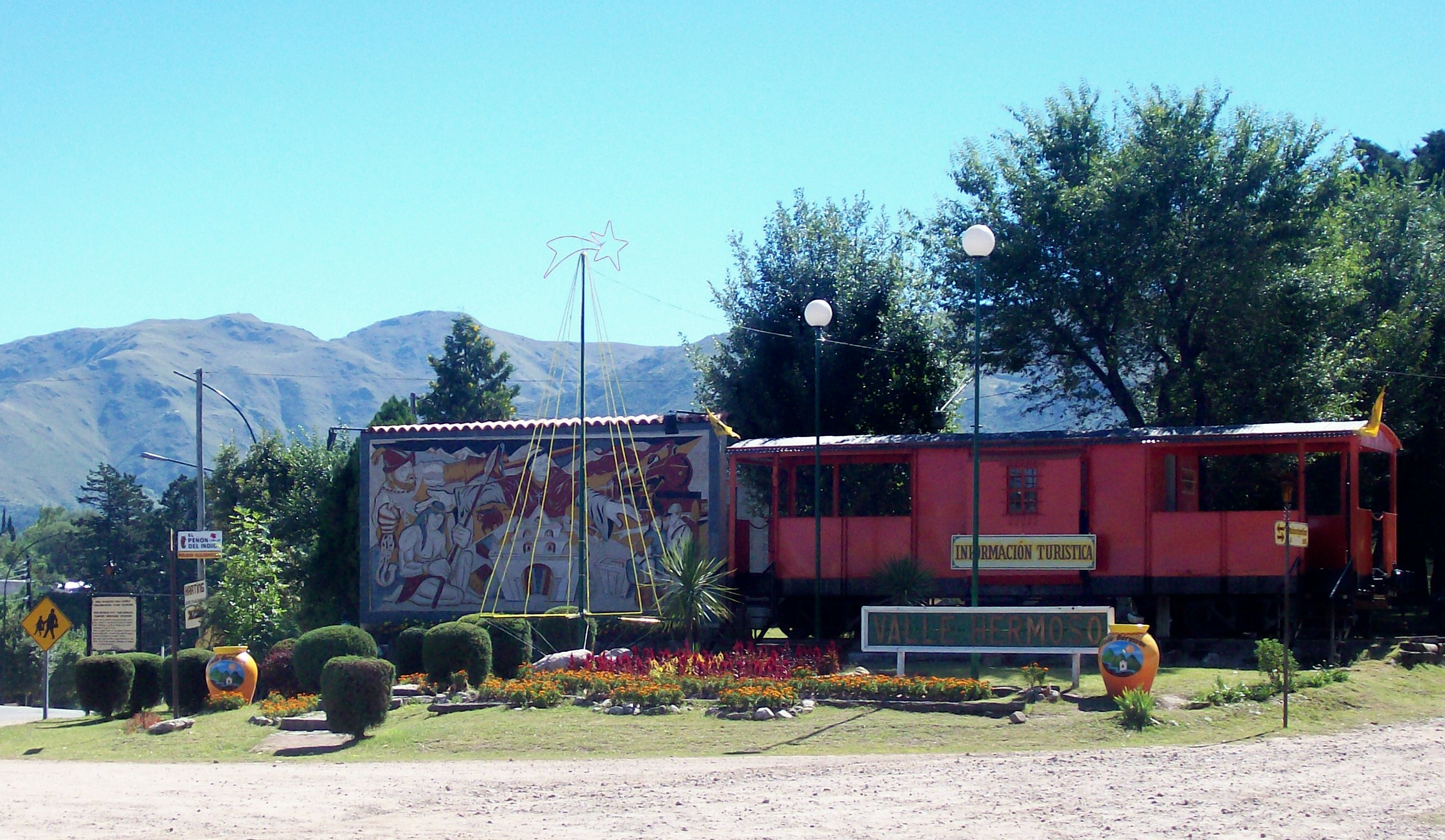
Información turística, en la ruta 38

- 16 de enero de 1947 (78 años), a las 2.37 UTC-3, con una magnitud aproximadamente de 5,5 en la escala de Richter (terremoto de Córdoba de 1947)[4]
- 28 de marzo de 1955 (70 años), a las 6.20 UTC-3 con 6,9 Richter: además de la gravedad física del fenómeno se unió el desconocimiento absoluto de la población a estos eventos recurrentes (terremoto de Villa Giardino de 1955)
- 7 de septiembre de 2004 (20 años), a las 8.53 UTC-3 con 4,1 Richter
- 25 de diciembre de 2009 (15 años), a las 21.42 UTC-3 con 4,0 Richter

La Defensa Civil municipal debe realizar anualmente simulacro de sismo; y advertir con abundante señalética sobre escuchar - obedecer acerca de 
Área de
- Media sismicidad con 5,5 Richter, hace 78 años, otro de mayor cimbronazo hace 70 años por el terremoto de Villa Giardino de 1955 con 6,9 Richter

## Lugares de interés en la ciudad

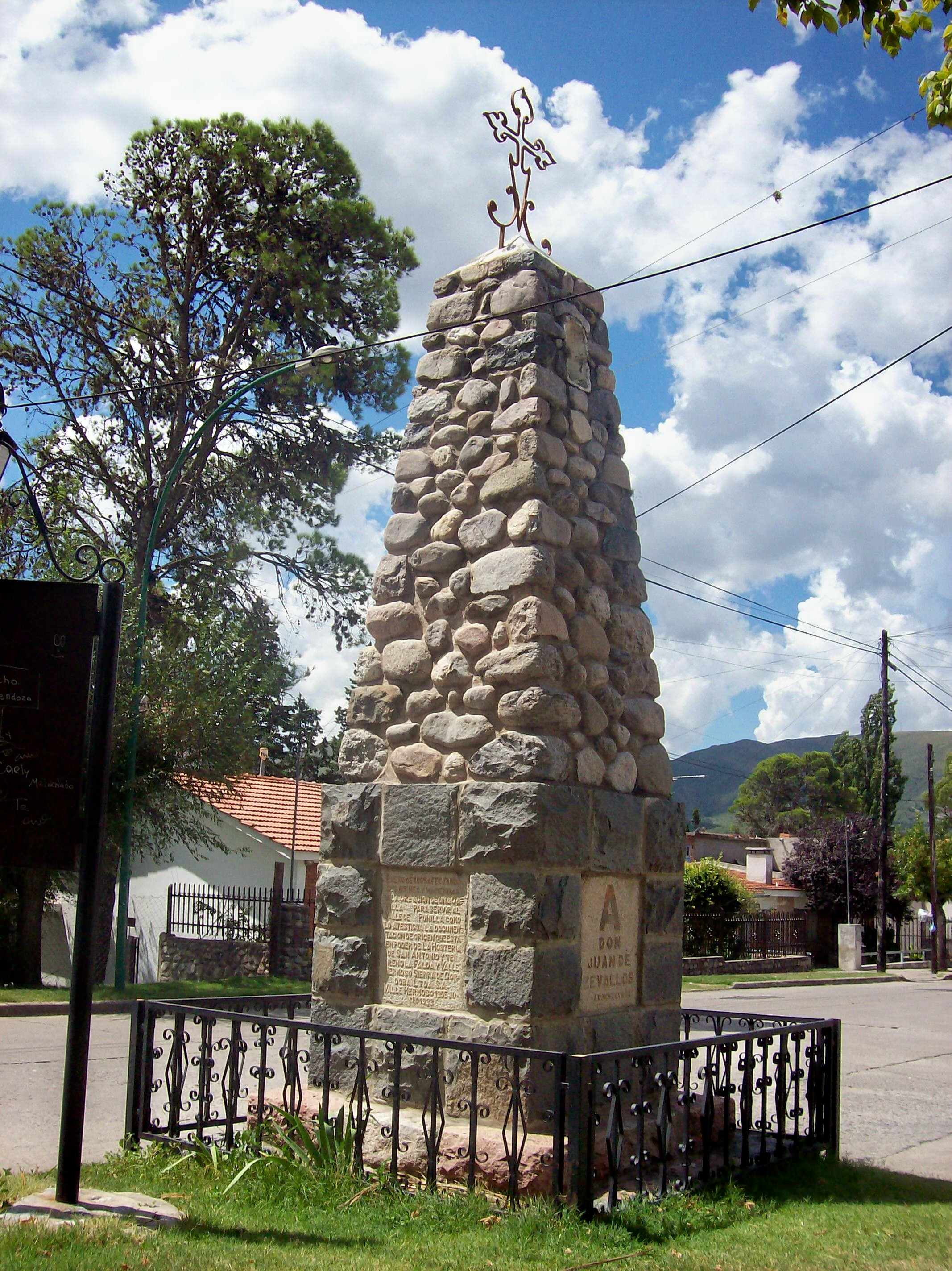
crucero.

El Museo Municipal Capitán Juan de Zevallos, creado en 1982, se encuentra instalado en la estación del Ferrocarril. Posee seis salas en las que se exhiben objetos relacionados con la Paleontología, Mineralogía, Arqueología, Numismática y Filatelia y antigüedades diversas. Además una de las salas está dedicada a una biblioteca, pinturas y a la historia de Valle Hermoso.
En el cruce de las calles Fleming y Calderón de la Barca puede verse un crucero galaico erigido en honor de Juan Antonio Zevallos, único en toda Argentina. 
Al final de la calle Centenera existe un hotel construido sobre un enorme Peñón.

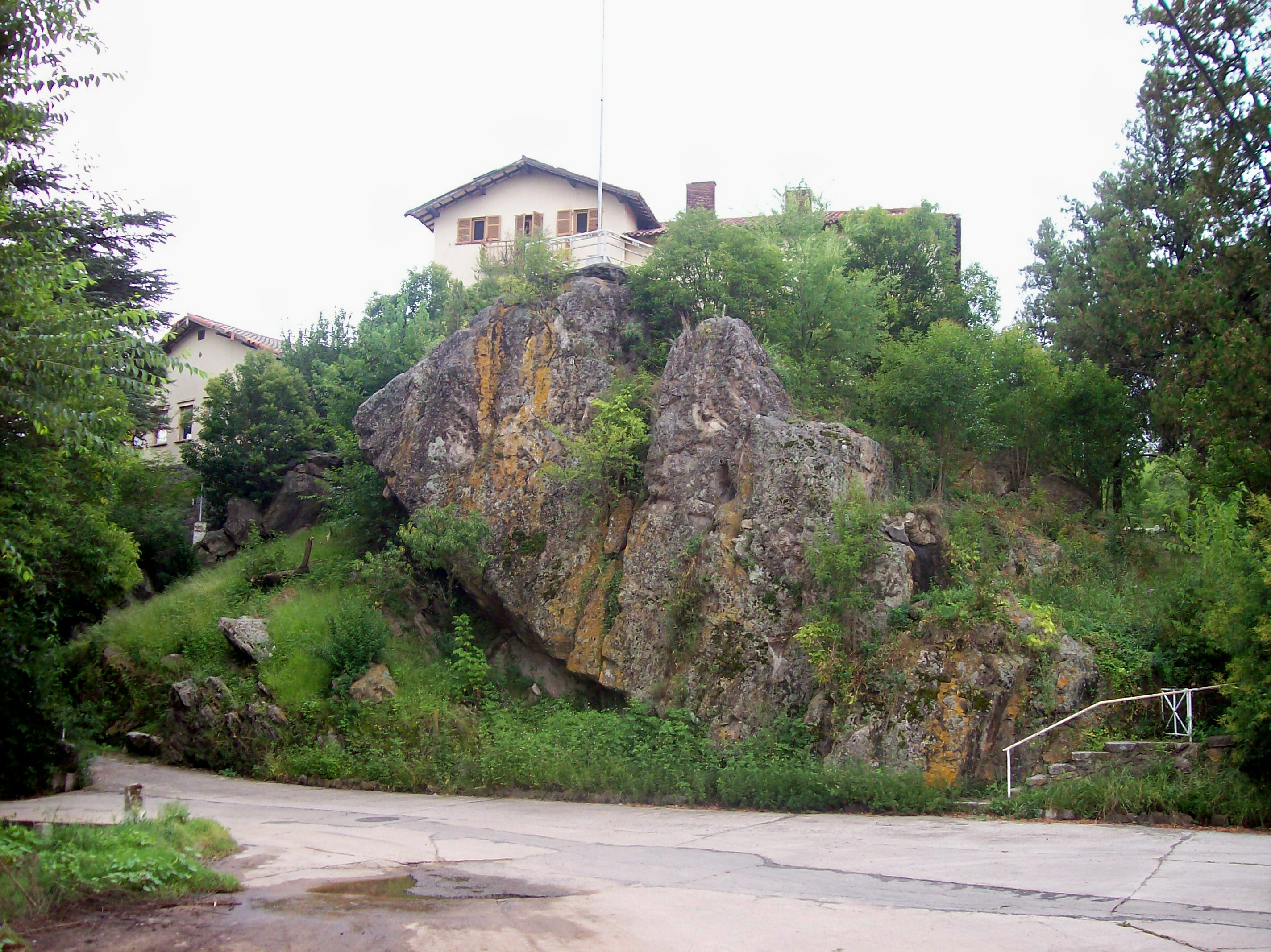
Hotel El Peñón.

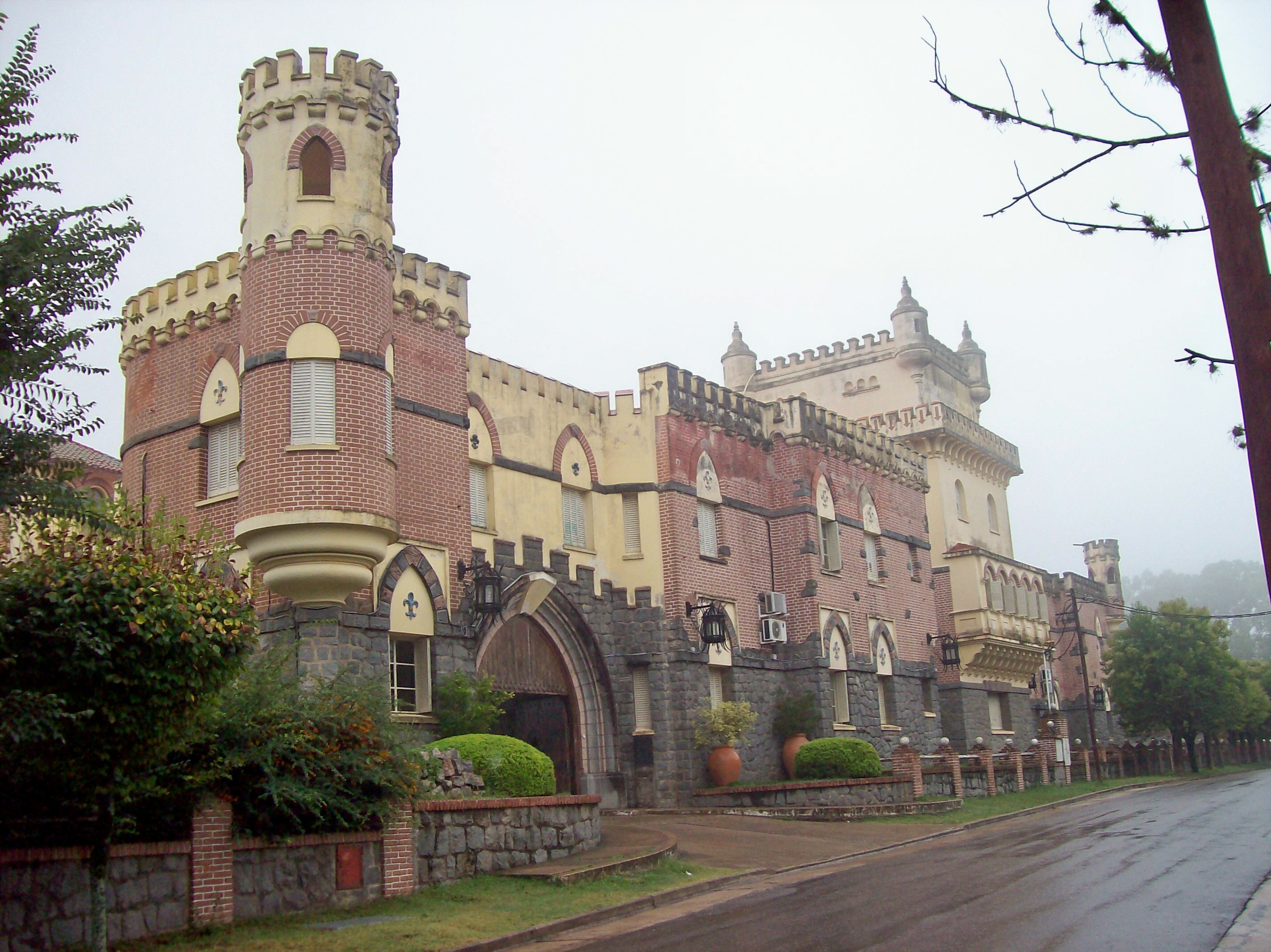
Hotel El Castillo.

En la calle Calderón de la Barca existe un Cine, Cine La Castellana, cerrado desde la década del '60, construido a finales de los '30 con un diseño muy particular recreando el estilo con el que fue creado el barrio San Antonio 10 años antes. 
El río San Francisco o Grande de Punilla corre por el barrio San Antonio, y a pocos cientos de metros al oeste de la terminal existe un pequeño dique denominado "La Isla", donde además hay un balneario.
El Hotel "El Castillo" es una construcción de principios del siglo XX, con ampliación en 1930/40 por el empresario José Ferrarini, y remozada hacia el 2000. Fue el casco de la estancia "Las Playas", y posee un estilo florentino. Se encuentra a 1 km de Ruta 38, sobre el lado norte de la calle Santa Teresa en la calle de acceso al Camino El Cuadrado actual.
Por la misma calle del castillo se llega a la Gruta de Santa Teresa, erigida por José Ferrarini en honor a su esposa fallecida, Teresa Morini de Ferrarini, subiendo hasta la mitad de un cerro por un sendero señalizado al final de la calle que conecta con la Residencia Serrana del I.O.S.E. (Obra Social del Ejército).
La capilla Cristo del Río, está situada en la calle Juan XXIII (capilla de San José Obrero) y contiene un crucifijo formado por el tronco de un sauce y guardado por los pobladores luego de una creciente del río San Francisco.

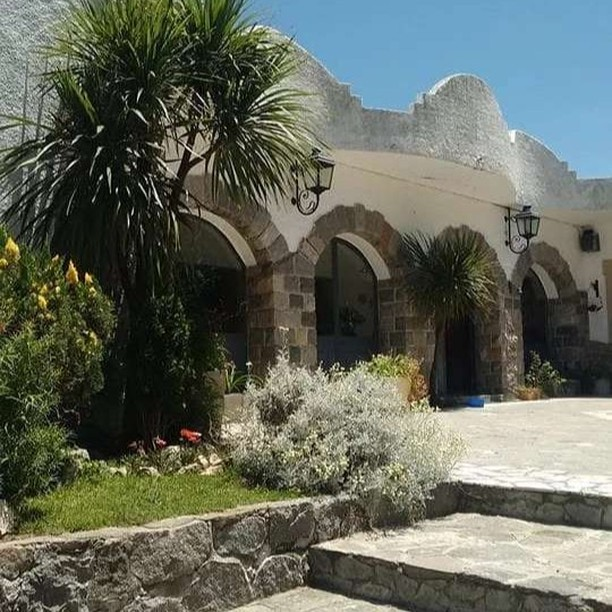
Posada del Peñón del Indio Enamorado

El Complejo Turístico Peñón del Indio Enamorado se encuentra sobre calle Pardos, a escasas cuadras del centro de Valle Hermoso. Fue declarado como "Área Natural Protegida" por su valor arqueológico, histórico y su belleza natural. Se encuentra en un parque turístico de exuberante naturaleza. Dispone de posada, cabañas, instalaciones de campin y balneario con todos los servicios.  
Tren de las Sierras:
Tren de Las Sierras: es un ferrocarril interurbano que atraviesa una zona de características turísticas, como es el Valle de Punilla, en la provincia argentina de Córdoba.
Escultura Gigante en Honor al Santo Patrono de Valle Hermoso:
Esta escultura monumental, de 18 metros de altura, de San Antonio de Padua, fue realizada por el escultor Livio Martínez e inaugurada en el año 2015 por el intendente Jorge Caserio. Cuenta además con un sistema de rampas de 19 metros de longitud, constituyéndose en un Atractivo Turístico Inclusivo. 
El Milagro de Fátima en Valle Hermoso:
Quienes llegan a Valle Hermoso, se deben una visita a la Virgen de Fátima, cuyo oratorio fue realizado por los pobladores del lugar, en agradecimiento al Milagro que ocurrió durante el caluroso verano de 1955; año en el que se produjo un importante incendio que amenazaba la zona urbana. En ese momento, en el que las llamas avanzaban, la autoridad local dicta una orden ejecutiva para que las familias que estaban más cercanas al incendio abandonen sus hogares, y así salvaguardar su vida y seguridad. Se vivían horas de mucha angustia y zozobra, los habitantes se negaban a abandonar sus casas, y la situación se tornaba desesperante. Fue entonces, cuanto el sacerdote local, el Padre Leclef, junto a un grupo de fieles, iniciaron una procesión y llegaron al lugar, donde colocaron una imagen de la Virgen de Fátima, y comenzaron a orar. A las pocas horas, se produjo una lluvia torrencial que apagó el incendio. El Cuartel de Bomberos de la localidad, lleva también el nombre "Vírgen de Fátima" en honor a este milagro.
Circuito Religioso:
Durante las Temporadas de Verano, Vacaciones de Invierno, Semana Santa y Fines de Semana Largos, la Municipalidad de Valle Hermoso organiza múltiples actividades recreativas, eventos y festivales. Entre ellos se encuentra el Circuito Religioso. Es un paseo gratuito, acompañado por un guía local, donde se visitan la capilla de San Antonio, la Escultura Gigante del Santo Patrono de Valle Hermoso, la Virgen de Fátima y la capilla San José Obrero (Cristo del Río).

## Lugares de interés en los alrededores

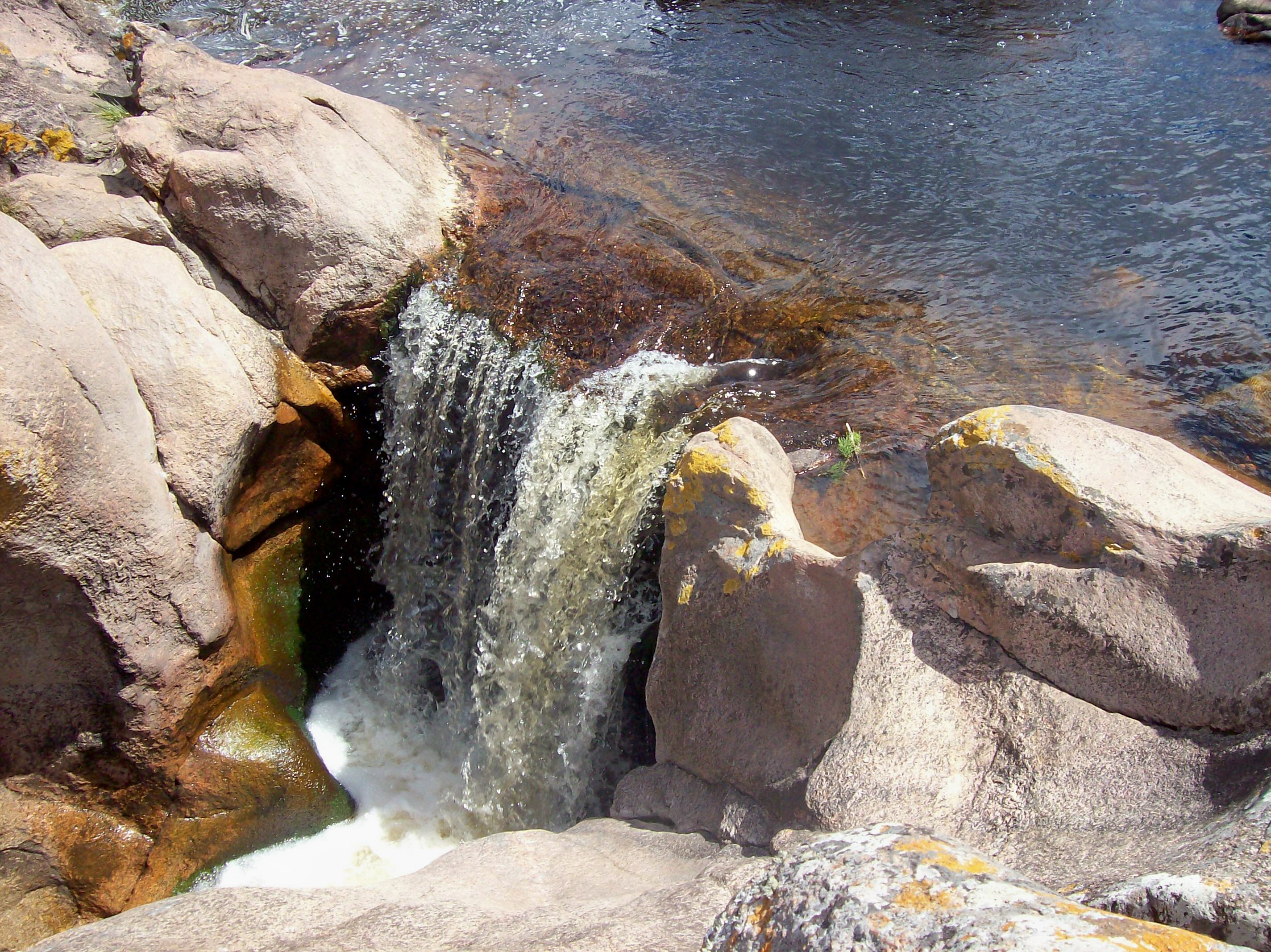
Cascadas de Olaen.

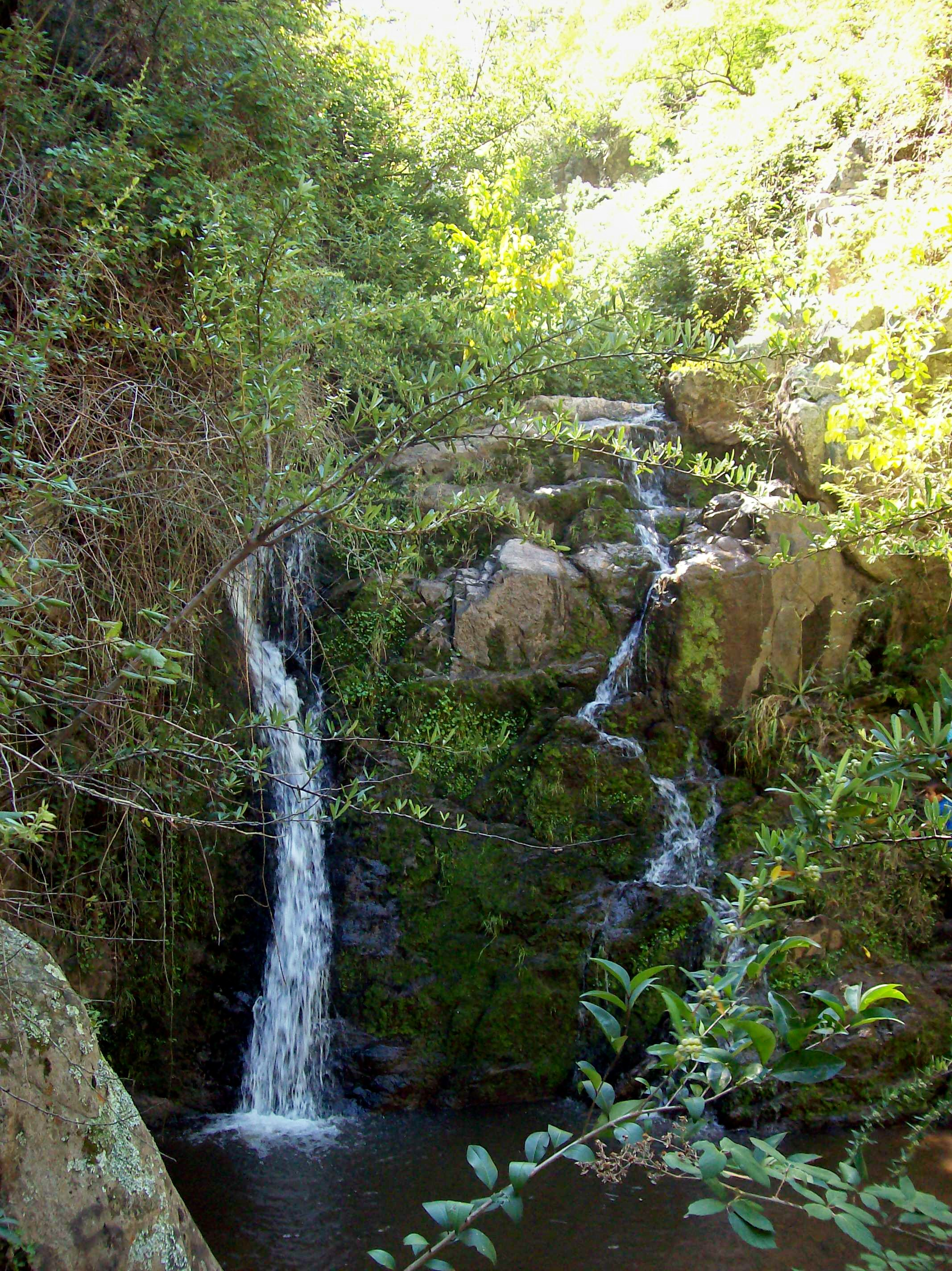
Cascada de los Helechos, en Vaquerías.

- Reserva Lampatu Mayu, en Vaquerías: en el arroyo Vaquerías, situado al sudeste de la ciudad y a unos 2 km de la ruta 38, existe esta reserva en la que se encuentra la Cascada de los Helechos, de 15 m de alto y la Cascada del Ángel. También un dique pequeño del siglo XVIII. La reserva pertenece a la Universidad Nacional de Córdoba. Hay molles, cocos, espinillos, manzanos de campo y numerosas especies de arbustos y hierbas.
- Pampa y Cascada de Olaen: la cascada de Olaen es una quebrada en que la erosión del río Olaen formó una serie de cascadas y ollas. En La Pampa de Olaen se encuentra además una capilla del siglo XVII.
- Balneario Yacoana: sobre el río San Francisco, en Villa Yacoana por avenida Santa Fe.

## Transporte
A la ciudad se puede llegar en el Tren de las Sierras, servicio que parte desde ciudad de Córdoba o en el servicio corto Cosquín - Valle Hermoso.
La tarifa del servicio es de 20 y 4 pesos respectivamente. De lunes a viernes hay 4 idas y vueltas de cada servicio (8 totales) y los fines de semana, Trenes Argentinos corre dos servicios extras (ida y vuelta).
Las empresas que brindan servicio automotor en la localidad son Sarmiento, Lumasa, La Calera y Ersa. 
La localidad cuenta con una estación de buses de tamaño reducido ubicada en el centro. 
Hay además, numerosas paradas sobre la ruta nacional 38. Los pasajes se abonan en efectivo arriba de la unidad.
En esta localidad se encuentra uno de los centros operativos de la empresa Lumasa, donde se guardan o reparan los buses.
| Autobuses             | Autobuses                              | Autobuses |
| empresa               | línea                                  | destinos |
| --------------------- | -------------------------------------- | --- |
| Cooperativa La Calera | Córdoba-La Falda por E55               | Córdoba, La Calera, San Roque, Bialet Massé, Sta. María De Punilla, Cosquín, Casa Grande, La Falda. |
| Cooperativa La Calera | Córdoba-La Falda por variante          | Córdoba, San Roque, Bialet Massé, Santa María De Punilla, Cosquín, Casa Grande, La Falda. |
| Empresa Sarmiento     | Córdoba-Cruz Del Eje por San Roque     | Córdoba, San Roque, Bialet Massé, Sta. María De Punilla, Cosquín, Casa Grande, La Falda, La Cumbre, Los Cocos, Capilla Del Monte, San Marcos Sierras, Cruz Del Eje.                                                                                              |
| Empresa Sarmiento     | Córdoba-Cruz Del Eje por Ruta 20       | Córdoba, Villa Carlos Paz, Va. Santa Cruz Del Lago, Parque Síquiman, Bialet Massé, Sta. María De Punilla, Cosquín, Casa Grande, La Falda, La Cumbre, Capilla Del Monte, Cruz Del Eje.                                                                            |
| Empresa Sarmiento     | Córdoba-Villa Dolores por Cruz Del Eje | Córdoba, Villa Carlos Paz, Va. Sta. Cruz Del Lago, Parque Síquiman, Bialet Massé, Sta. M. De Punilla, Cosquín, Casa Grande, La Falda, La Cumbre, Capilla Del Monte, Cruz Del Eje, Va. De Soto, San Carlos Minas, Cura Brochero, Mina Clavero, Nono, Va. Dolores. |
| Empresa Sarmiento     | Alta Gracia-Capilla Del Monte          | Alta Gracia, Falda Del Cañete, Falda Del Carmen, San Nicolás, Va. Carlos Paz, Va. Sta. Cruz Del Lago, Bialet Massé, Sta. María De Punilla, Cosquín, La Falda, Villa Giardino, La Cumbre, Los Cocos, Capilla Del Monte.                                           |
| Empresa Lumasa        | Córdoba-La Falda                       | Córdoba, Villa Carlos Paz, Va. Santa Cruz Del Lago, Parque Síquiman, Bialet Massé, Cosquín, Casa Grande, La Falda. |
| Empresa Lumasa        | Urbano línea B                         | La Falda, Huerta Grande. |
| Empresa Lumasa        | Urbano línea C                         | La Falda, Huerta Grande, Villa Giardino. |
| Empresa Ersa          | Córdoba-Cruz Del Eje                   | Córdoba, Villa Carlos Paz, Va. Santa Cruz Del Lago, Parque Síquiman, Bialet Massé, Cosquín, Casa Grande, La Falda, La Cumbre, Los Cocos, Capilla Del Monte, Cruz Del Eje.                                                                                        |

| Autobuses Larga Distancia  | Autobuses Larga Distancia         | Autobuses Larga Distancia |
| empresa                    | línea                             | destinos |
| -------------------------- | --------------------------------- | --- |
| Urquiza/Sierras De Córdoba | Retiro-Capilla Del Monte          | Buenos Aires-Retiro, Escobar, Campana, Rosario, Armstrong, Bell Ville, Marcos Juárez, Villa María, Oliva, Oncativo, Laguna Larga. |
| Urquiza/Sierras De Córdoba | La Plata-Capilla Del Monte        | La Plata, Quilmes, Llavallol, Rosario, Armstrong, Bell Ville, Marcos Juárez, Villa María, Oliva, Oncativo, Laguna Larga.          |
| Mercobús/Plusultra         | Avellaneda-Capilla Del Monte      | Avellaneda, Buenos Aires-Retiro, Escobar, Campana, Bell Ville, Marcos Juárez, Villa María.                                        |
| Mercobús/Plusultra         | Puente La Noria-Capilla Del Monte | Puente La Noria, Ramos Mejía, Castellar, Ituzaingó, Merlo, Luján, Bell Ville, Marcos Juárez, Villa María.                         |
| El Práctico                | Retiro-Capilla Del Monte          | Buenos Aires-Retiro, Escobar, Campana, Rosario, Bell Ville, Marcos Juárez, Villa María, Oliva, Oncativo, Laguna Larga.            |
| Mercobús/Plusultra         | Córdoba-Chilecito                 | Chamical, Castro Barros, Patquía, Vichigasta, Nonogasta, Chilecito.                                                               |
| Cata Internacional         | Córdoba-Mendoza                   | Milagro, Chepes, Vallecito, Caucete, San Juan, Jocolí, Mendoza.                                                                   |
| Chevallier                 | Capilla Del Monte-Retiro          | Villa María, Rosario, San Nicolás, Campana, Escobar, Thames, Buenos Aires-Retiro.                                                 |
| TUS                        | Rio Cuarto-La Falda               | Alta Gracia, Almafuerte, Berrotarán, Alcira Gigena, Río Cuarto.                                                                   |
| El Práctico                | Capilla Del Monte-Paraná          | Arroyito, Devoto, San Francisco, Angélica, Santo Tomé, Santa Fe, Paraná.                                                          |

## Medios de comunicación
Se pueden oír emisoras radiales de otros sitios del Valle de Punilla y de la ciudad de Córdoba.
Los canales televisivos que se receptan provienen de la ciudad de Córdoba, de manera analógica, o por televisión digital.
El canal regional originado en la vecina ciudad de La Falda, llamado TDC, se puede recibir a través de plataformas digitales como un canal de "Streaming".

## Infraestructura y utilidades
La energía eléctrica es provista por la empresa EPEC.
Hay conexiones de gas natural en la localidad.
La telefonía es provista por Telecom, como así también el servicio de internet por medio de fibra óptica.
También cuentan con otras distribuidoras privadas de internet.
El servicio de televisión de paga, es brindado por Cablevisión.
En cuanto a infraestructura vial, Valle Hermoso se desarrolla sobre la ruta nacional 38, que toma el nombre de avenida General Paz. 
La misma es la única opción para cruzar la localidad, no existiendo vía alternativa alguna, lo que obliga incluso al tráfico pesado a circular por el centro de la localidad.
La traza pavimentada del camino del Cuadrado desciende de la montaña a Valle Hermoso;  La construcción de la mencionada traza estuvo envuelta en tres polémicas:
- El grave destrozo ambiental que se produjo en el faldeo occidental de las sierras Chicas, sobre todo en la reserva natural de Vaquerías.
- La nefasta planificación del camino no tomó en cuenta numerosos factores, lo que llevó a que la montaña sufriera derrumbes y el asfalto grandes roturas en algunos tramos. Tales sucesos han llevado al camino a permanecer inoperable casi todos los días desde su inauguración.
- El camino no ha sido solución a ningún problema, ya que no es una vía moderna (estilo autovía o autopista) que permita el tránsito rápido o pesado debido a su desnivel, sinuosidad y poco ancho.